# Myctophum lunatum
Myctophum lunatum är en fiskart som beskrevs av Becker och Borodulina, 1978. Myctophum lunatum ingår i släktet Myctophum och familjen prickfiskar. Inga underarter finns listade i Catalogue of Life.